# Fluorescentna sijalka
Fluorescentna sijalka je vrsta svetila, ki temelji na prehodu električnega toka skozi razredčen ioniziran plin. Ta sestoji iz inertnega plina in par živega srebra znotraj steklene cevi pod zelo nizkim tlakom. Pri prehodu elektronov skozi razredčen plin pride do ionizacije plina, kar vzbudi atome živega srebra, da začnejo oddajati kratkovalovno UV svetlobo, ta pa vzbudi fosforno plast znotraj steklene cevi, da začne oddajati svetlobo v vidnem spektru. Fluorescentna sijalka mnogo bolj učinkovito pretvarja električno energijo v svetlobo, kot navadna žarnica z žarilno nitko, saj se v svetlobo pretvori 10–15 % električne energije, pri navadni žarnici pa le 2–3 %. 
Fluorescentne sijalke so dražje od žarnic z žarilno nitko, poleg tega za obratovanje zahtevajo še dodatne naprave, kot so induktivni balast (dušilka) in zaganjalnik, vendar to nadomestijo z nižjo porabo električne energije in daljšo življenjsko dobo. Poznamo jih tudi v obliki kompaktnih fluorescentnih sijalk (varčne žarnice), ki so namenjene direktni uporabi v svetilkah, prirejenih za uporabo žarnic.   

## Princip delovanja
Fluorescentna sijalka sestoji iz steklene cevi, napolnjene z razredčeno zmesjo žlahtnega plina (argon, neon, ksenon, kripton) in živosrebrnih par pod tlakom okoli 0,3 % atmosferskega tlaka. Na vsaki strani cevi je vgrajena žarilna nitka, ki je podobna tisti v klasičnih žarnicah.  Žarilna nitka je prevlečena z zmesjo oksidov zemeljsko-alkalnih kovin (kalcij, stroncij, barij), ki ob segrevanju oddajajo elektrone.
Fluorescentna sijalka ne nastopa sama, temveč za svoje delovanje potrebuje zaporedno vezano električno breme (balast) in zaganjalnik (starter), vezan v krog z žarilnima nitkama.
Ob vklopu napetosti steče električni tok skozi balast, skozi obe žarilni nitki in zaganjalnik. Pri tem se nitki segrejeta in pričneta oddajati elektrone. Zaganjalnik po sekundi ali dveh prekine tok skozi žarilni nitki, s tem pa tudi skozi balast, ki je izveden v obliki dušilke z železnim jedrom, oziroma kot avtotransformator za uporabo pri nižjih napetostih. Zaradi prekinitve toka balast inducira visoko napetost preko sijalke, ki povzroči električni preboj plina in povzroči njegov vžig. Če sijalka zagori, je električna upornost čez sijalko manjša od upornosti čez zaganjalnik in žarilni nitki, zato se zaganjalnik ne vključi več.
Zaganjalnik sestoji iz tlivke, ki je polnjena z inertnim plinom in ima eno od elektrod izdelano iz tankega bimetala. Ob priključitvi na napetost sta elektrodi ločeni, zato pride do obloka med elektrodama. Nastala toplota povzroči krivljenje bimetala proti drugi elektrodi. Po sklenitvi elektrod oblok izgine, zaradi česar se bimetal ohladi in vrne nazaj v prvotni položaj. 
Namen balasta je dvojni - ob zagonu generira visokonapetostni impulz, ki poskrbi za ustvarjanje prevodne poti skozi plinsko polnilo sijalke, med obratovanjem pa skrbi za omejevanje električnega toka skozi sijalko. Sijalke imajo namreč negativni temperaturni koeficient, kar pomeni, da njihova upornost s segrevanjem upada, zaradi česar bi brez balasta prišlo do naraščanja toka in hitrega uničenja sijalke.
Obstajajo tudi elektronski zaganjalniki, ki poskrbijo tako za zagon, kot za omejitev toka pri obratovanju sijalke. Ti s pomočjo oscilatorja generirajo še višjo napetost, kot pri magnetnem balastu, zaradi česar je vžig hitrejši, žarilne nitke pa so zaradi tega manj obremenjene, kar tudi podaljša življenjsko dobo sijalke.